# Tanusia colorata
Tanusia colorata är en insektsart som först beskrevs av Jean Guillaume Audinet Serville 1838.  Tanusia colorata ingår i släktet Tanusia och familjen vårtbitare. Inga underarter finns listade i Catalogue of Life.